# Aporosa dendroidea
Aporosa dendroidea är en emblikaväxtart som beskrevs av Anne M. Schot. Aporosa dendroidea ingår i släktet Aporosa och familjen emblikaväxter.
Artens utbredningsområde är Moluckerna. Inga underarter finns listade i Catalogue of Life.